# Bulloidea
Bulloidea zijn een superfamilie van weekdieren uit de klasse van de Gastropoda (slakken).

## Families
- Bullidae Gray, 1827
- Retusidae Thiele, 1925
- Rhizoridae Dell, 1952
- Tornatinidae P. Fischer, 1883

### Synoniemen
- Acteocinidae Dall, 1913 => Tornatinidae P. Fischer, 1883
- Bullariidae Dall, 1908  =>  Bullidae Gray, 1827
- Vesicidae J. Q. Burch, 1945  => Bullidae Gray, 1827
- Volvulellidae Chaban, 2000  => Rhizoridae Dell, 1952
- Volvulidae Locard, 1886  => Rhizoridae Dell, 1952